# 管郁生
管郁生艺名“油画侠”（1969年8月14日－），现代画家和艺术教育学者。

## 生平履历
管郁生1994年毕业于上海大学美术学院，毕业后在上海大学美术学院留校任教至2000年。2000年9月管郁生加入上海工艺美术学校，并作为学校的学科带头人和校长助理主持艺术教学科研工作和校务工作至2015年。
2015年3月至2017年先后任阿忒加有限和阿忒加董事、副总经理等职。

## 绘画作品
人民大会堂国宴厅收藏的壁画《高峡出平湖》，《珠江三角洲》
上海市人民政府贵宾厅收藏的壁画《上海新貌》《东海日出》

## 美术著作
2006年出版著作《素描》
2011年出版著作《色彩静物》
2012年出版著作《全国美术考级指定专用教材 色彩考级7-8级》